# Pont al carrer del Pont
El pont al carrer del Pont al sud del nucli urbà de Capmany. Pont bastit l'any 1792, tal com ho testimonia la data gravada en una pedra commemorativa damunt l'arc de l'estructura.

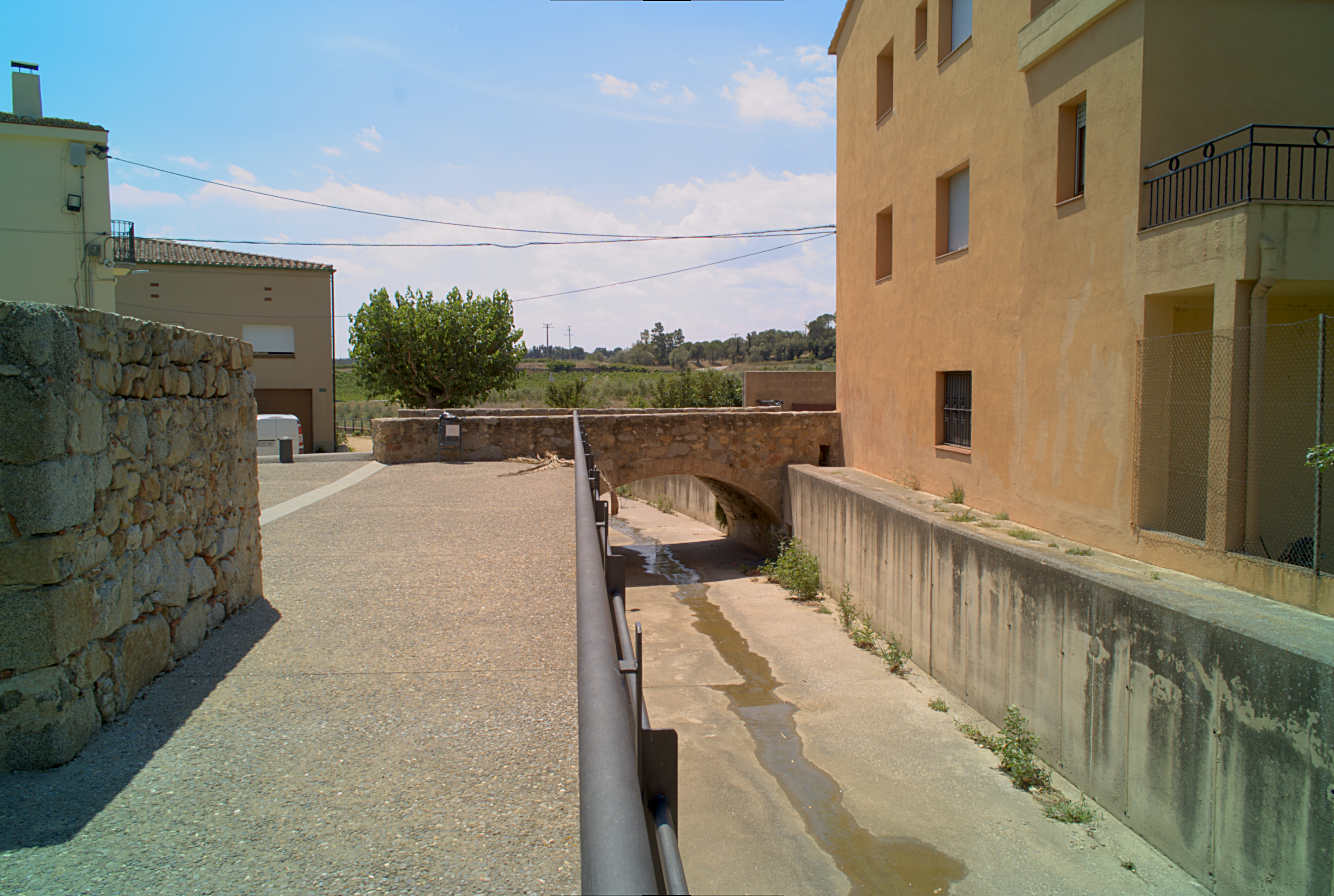
Altra vista del pont.

Situat dins del nucli urbà de la població de Capmany, a la banda de ponent del nucli antic de la vila, donant sortida a l'antic recinte emmurallat sobre el riu Merdançà. Es tracta d'un pont reformat que consta d'un sol arc de mig punt d'uns quatre metres d'amplada per tres metres d'alçada en el punt més alt, recolzat als marges del riu. Per la banda de tramuntana l'arc està bastit amb dovelles de granit, mentre que per la de migdia està construït amb maons disposats a sardinell. A la part superior hi ha baranes fetes de pedra desbastada de diverses mides i abundant morter de calç. Damunt la dovella clau de la cara nord hi ha una placa integrada a la barana amb l'any de construcció, 1792.